# Patrick Dalzel-Job
Patrick Dalzel-Job (* 1. Juni 1913 in London; † 12. Oktober 2003) war ein britischer Marineoffizier und Kommando-Führer im Zweiten Weltkrieg. Er war auch Sprachwissenschaftler, Autor, Seemann, Navigator, Fallschirmspringer, Taucher und Skifahrer.

## Leben
Kindheit und Jugend
Dalzel-Job erkrankte als Kind und seine verwitwete Mutter nahm ihn von Hastings mit in die Schweiz, damit er seine schwächliche Konstitution verbessern konnte. Sein Vater war am 11. Juli 1916 vor Mametz als Chef einer Maschinengewehrkompanie gefallen.
Er erhielt nur wenige Privatstunden als Schulbildung, nahm aber mit großem Interesse an Fernkursen in Nautik teil und bestand anschließende Prüfungen mit Auszeichnung. Segeln brachte sich Dalzel-Job auf einem See an der französischen Grenze selbst bei; der See war wohl der Lac de Joux, da es im Jura an der französischen Grenze nur wenige Standgewässer gibt. Dort lernte er auch Französisch mit der Westschweizer Sprachfärbung.
1931 kehrte er nach Großbritannien zurück, ließ nach selbst entworfenen Plänen den Segelschoner „Mary Fortune“ bauen und segelte in den folgenden beiden Jahren mit seiner Mutter um die britische Küste.
1937 überquerten sie die Nordsee nach Norwegen und erforschten zwei Jahre lang die Westküste, die Fjorde, Kanäle und -inseln. Die Norweger waren gastfreundlich, und bald sprach Dalzel-Job fließend Norwegisch.

## Militärische Leistungen

### Marineaufklärer auf eigene Rechnung
Dalzel-Job ahnte den kommenden Zweiten Weltkrieg voraus und reiste 1938 auf eigene Kosten nach London, um der Admiralty im Marineministerium Karten über die norwegische Küste mit Verstecken für kleinere Schiffe anzubieten. Sie wurden höflich, aber ohne Interesse entgegengenommen und nicht archiviert. Dalzel-Job ging wieder nach Norwegen und sandte regelmäßig Karten von der Küste nach London.
Im Oktober 1939 kehrte Dalzel-Job nach London zurück und wurde am 8. Dezember 1939 Marineoffizier. Seine erste Verwendung war auf seinen Antrag so weit nördlich wie möglich, als Navigationsoffizier auf einem kleinen Schlepper vor Scapa Flow.

### Invasion in Norwegen

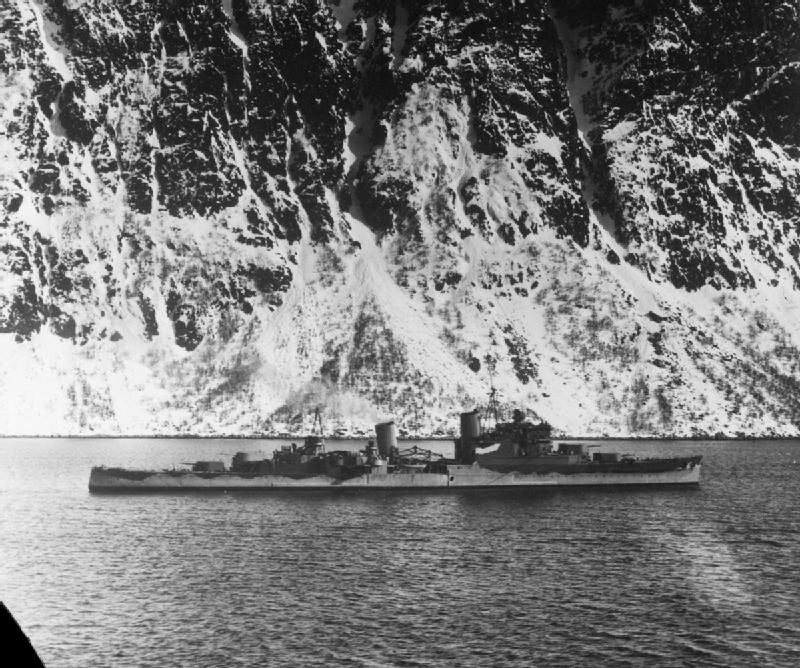
Die Southampton

Zwei Tage nach der deutschen Invasion in Norwegen wurde Dalzel-Job auf den Kreuzer Southampton abkommandiert. Das Schiff und die Mannschaft, zwei Kompanien Scots Guards, waren ursprünglich dazu bestimmt gewesen, vor der norwegischen Küste Minen zu legen. Diese unvorbereitete Truppe sollte nun in Norwegen landen und eingreifen. Sie verließ Scapa Flow am 12. April 1940 mit einer Eskorte von Zerstörern. Dalzel-Job drang darauf, nicht in Harstad auf den Lofoten zu landen, sondern in Tromsø, das die besseren Verkehrsverbindungen hatte. Seine Empfehlung wurde von London abgelehnt. Dalzel-Job organisierte das Übersetzen der ungefähr zehntausend Soldaten mit örtlichen Fischerbooten, Skøyter genannt, am 14. und 15. April 1940, wobei ihm seine norwegischen Sprachkenntnisse zugutekamen.
Dalzel-Job wurde weiterkommandiert nach Evenskjær, unweit von Narvik und Bogen, wo er ungefähr fünfzehntausend Soldaten, darunter auch Polen und Franzosen, übersetzte.

### Evakuierung von Narvik

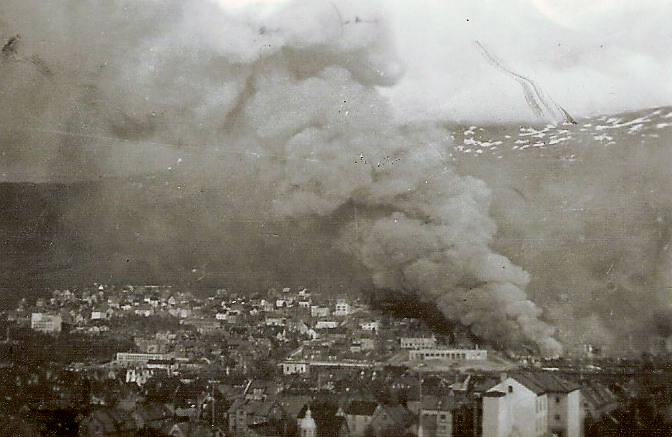
Luftangriff auf Narvik am 2. Juni 1940

Vor dem deutschen Luftangriff auf Narvik evakuierte Dalzel-Job vom 29. bis 31. Mai 1940 auf eigene Faust Frauen, Kinder, Verwundete und Zivilisten aus Narvik nach Liland, was daraufhin die norwegische Regierung wie auch die Führung der britischen Invasionsstreitmacht verboten. Dalzel-Job ignorierte jedoch beide Anordnungen, setzte die Evakuierung fort und erwartete seine Entlassung aus der britischen Marine. Der Oberbürgermeister von Narvik, Theodor Broch, hielt es für denkbar, Dalzel-Job in die norwegische Marine zu übernehmen. Am 2. Juni 1940 bombardierte die deutsche Luftwaffe Narvik und die britische Invasionsstreitmacht verließ am 8. Juni 1940 Norwegen.
1943 verlieh der norwegische König Haakon VII. Dalzel-Job das St. Olaf-Ritterkreuz.

### Neue Taktik für Torpedoschnellboote
Im September 1942 erhielt Dalzel-Job von Lord Louis Mountbatten, dem Kommandeur der fünften Zerstörerflottille, den Auftrag, die Torpedo-Schnellbootoperationen in der norwegischen See zu leiten und zu einem bis dahin vermissten Erfolg zu führen.
Torpedo-Schnellboote erfüllten die Aufgabe, deutsche Schiffe zu versenken. Es war jedoch nicht möglich, über  die norwegische See hinweg anzugreifen, da dies die Torpedo-Schnellboote auf dem langen Hin- und Rückweg deutschen Luftangriffen und damit der sicheren Zerstörung ausgeliefert hätte. Dalzel-Job ließ die Schiffe deshalb tief in den Fjorden lauern, die auch im Krieg ihre elektrischen Leuchtfeuer behielten und deshalb befahrbar blieben. Im November 1942 begannen die Angriffe und waren 1943 erfolgreich mit geringen Verlusten, die fast nur auf Wellengang und Untiefen zurückzuführen waren.

### Vorgeschobener Beobachter vor Askvoll in Westnorwegen
Dalzel-Job wurde zur 12. U-Boot Flottille versetzt. Deren Torpedo-Schnellboote konnten auch Klein–U-Boote mit Sprengladungen aufnehmen und in die Nähe deutscher Schiffe bringen. Deren Besatzung aus zwei Mann bugsierte eine Sprengladung, die wie in einem großen Ölfass untergebracht war, an ein Schiff. Zwei Magnete am Sprengstoffbehälter hefteten sich an den Schiffsrumpf an. Die Besatzung löste das U-Boot von der Ladung ab und suchte das Weite, ehe die Ladung mit Verzögerung gezündet wurde. Dalzel-Job erhielt den Auftrag, sich auf der Insel Atløy („Attilas Insel“) im besetzten Westnorwegen festzusetzen und den lauernden Booten per Funk lohnende Ziele in der Bucht von Askvoll zu benennen. Dort wurde er am 14. Oktober 1943 mit Funkgerät, Kamera, Bekleidung und Verpflegung abgesetzt und beobachtete und meldete die eingehenden Schiffe, Truppentransporte und die Küstenbatterien der Artillerie. Auf dem Rückweg gelang es noch, bei Skumsø ein Handelsschiff zu versenken.

### Marinenachrichtendienst

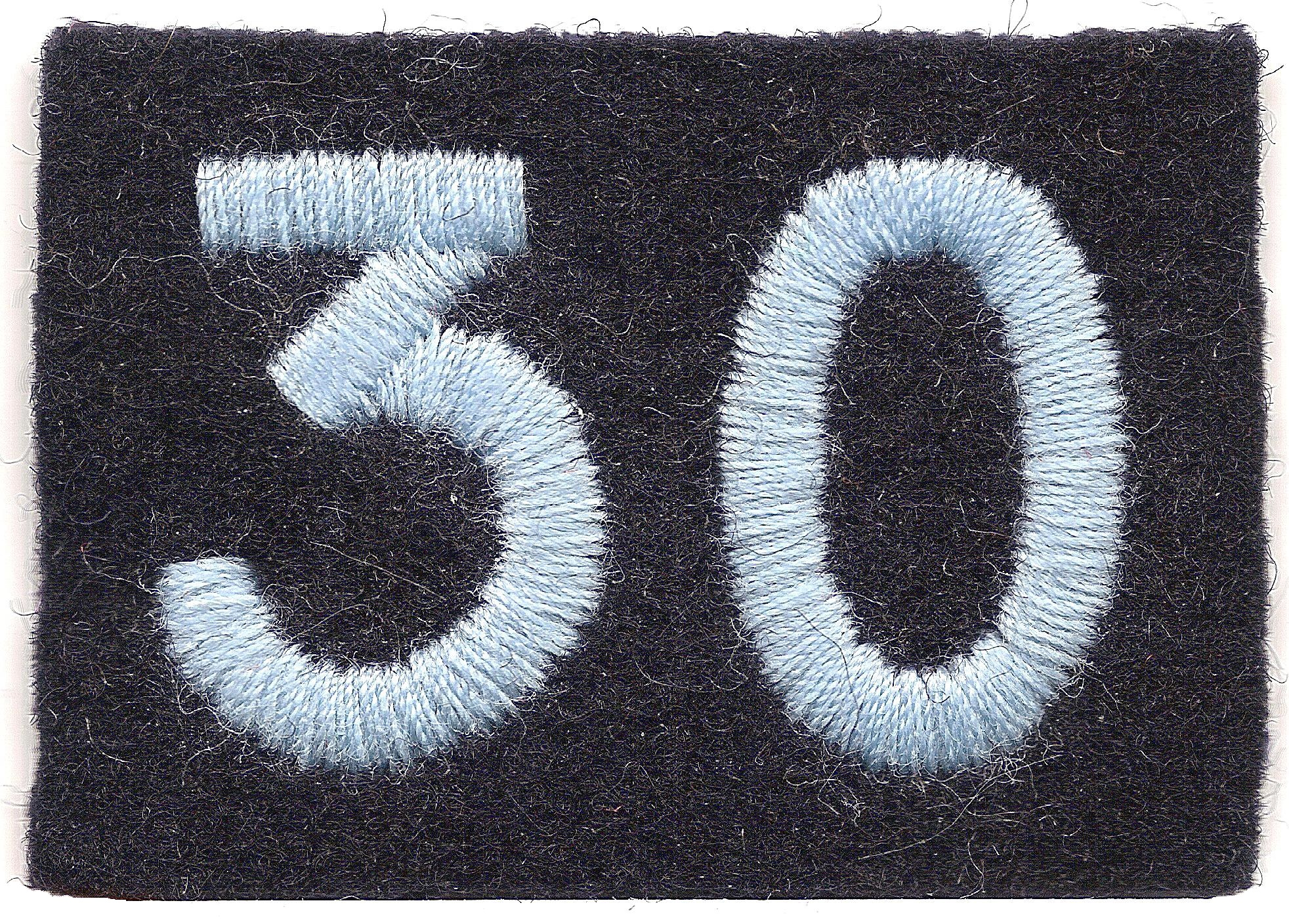
30 Advanced Unit

Dalzel-Job wurde 1944 zur 30th Advanced Unit Royal Marines versetzt, einer sowohl Feldeinheit als auch für Verwaltungseinheit im Marineministerium für Einsatzkräfte der Naval Intelligence Division, Room 30, (NID). Kurz nach seiner Versetzung wurde seine Beförderung zum Lieutenant Commanders bekannt gegeben.
Die 30th Advanced Unit war ein Kommando- und Aufklärungsverband der Royal Marines, die die Aufgabe hatte feindliche technische und militärische Einrichtungen und Geräte zu erbeuten, vor der Zerstörung zu bewahren, zu sammeln und dokumentieren. Kommandeur der 30th Advanced Unit war Dunstan Curtis.
Ian Fleming, der spätere Schöpfer von James Bond, war Adjutant des Leiters der Marineaufklärung im Range eines Oberstleutnant und der Vorgesetzte des Rooms 30 und damit der 30th Advanced Unit.
Am 10. Juni 1944 landete Dalzel-Job mit amerikanischen Truppen mit dem Fallschirm in Varreville am „Utah Beach“ an der Ostküste der Halbinsel Cotentin. Bei Sainte-Mère-Église, der ersten befreiten Gemeinde in Nordfrankreich, fiel er beinahe einem Luftangriff zum Opfer, weil er sich wie alle Marineangehörigen aus mangelnder Erfahrung nicht eingrub.
Dalzel-Job rückte noch vor den Kampftruppen in unbesetzte Orte ein und begab sich auf Dokumentensuche in Caen und Granville in der Normandie. Er sicherte die Fernbomberleitstelle im Chateau de Massais bei Rennes.
Am 7. März 1945, einen Tag vor dem Eintreffen des amerikanischen Heeres, drang Dalzel-Job in Köln ein und vereinnahmte in den Schmidding-Werken Dokumente und technische Ausrüstung, darunter auch eine neuartige Mine.
Zusammen mit dem späteren Fernsehjournalisten Charles Wheeler, der ebenfalls im Marinenachrichtendienst diente, schlug er sich mit Kampftruppen über Bakum und Vechta nach Bremen durch, um dort nach U-Booten des gefürchteten Typs XXI zu suchen. In der Deschimag-Werft, die unter anderem U-Boote herstellte, verhinderte er die Vernichtung von Unterlagen durch die Geschäftsleitung und dokumentierte die technische Ausrüstung, die damals Hochtechnologie war. Sechzehn U-Boote neuesten Typs und zwei Zerstörer konnten gesichert werden. Ähnliche Betriebe sicherte Dalzel-Job in Bremerhaven, Cuxhaven, Loxstedt, Vegesack, Lerum und Kiel. Bereits am 26. Mai 1945 kehrte Dalzel-Job nach London zurück, um sich um eine Verwendung in Norwegen zu bemühen.

## Vorbild für James Bond
Nach der Vermutung von Charles Wheeler ist Patrick Dalzel-Job eines der Vorbilder für die von Ian Fleming geschaffenen Romanfigur James Bond, neben dem Kommandeur der 30th Advanced Unit Dunstan Curtis, der diesem unterstellt war, und seinem Bruder Peter Fleming.
Dalzel-Job traf 1944 die Mutter von Ian Fleming im Zug. Er fand sie attraktiv und charmant und sie erzählte ihm, dass ihr Sohn nach dem Krieg als Schriftsteller tätig sein wolle, wobei sie nicht glauben könne, dass er aus dem Schreiben jemals seinen Lebensunterhalt werde bestreiten können.

## Privatleben
Dalzel-Job heiratete am 26. Juni 1945 Bjørg Bangsund, die er 1939 in Tromsø kennengelernt hatte, als sie noch ein Kind war. Dalzel-Job trat in die Dienste der kanadischen Kriegsmarine und lebte später in Plockton im westlichen Hochland von Schottland (131 km westlich von Inverness). Aus der Ehe ging ein Sohn hervor, der im Range eines Majors am Falklandkrieg teilnahm.